# Igreja Saint-Léger de Lens

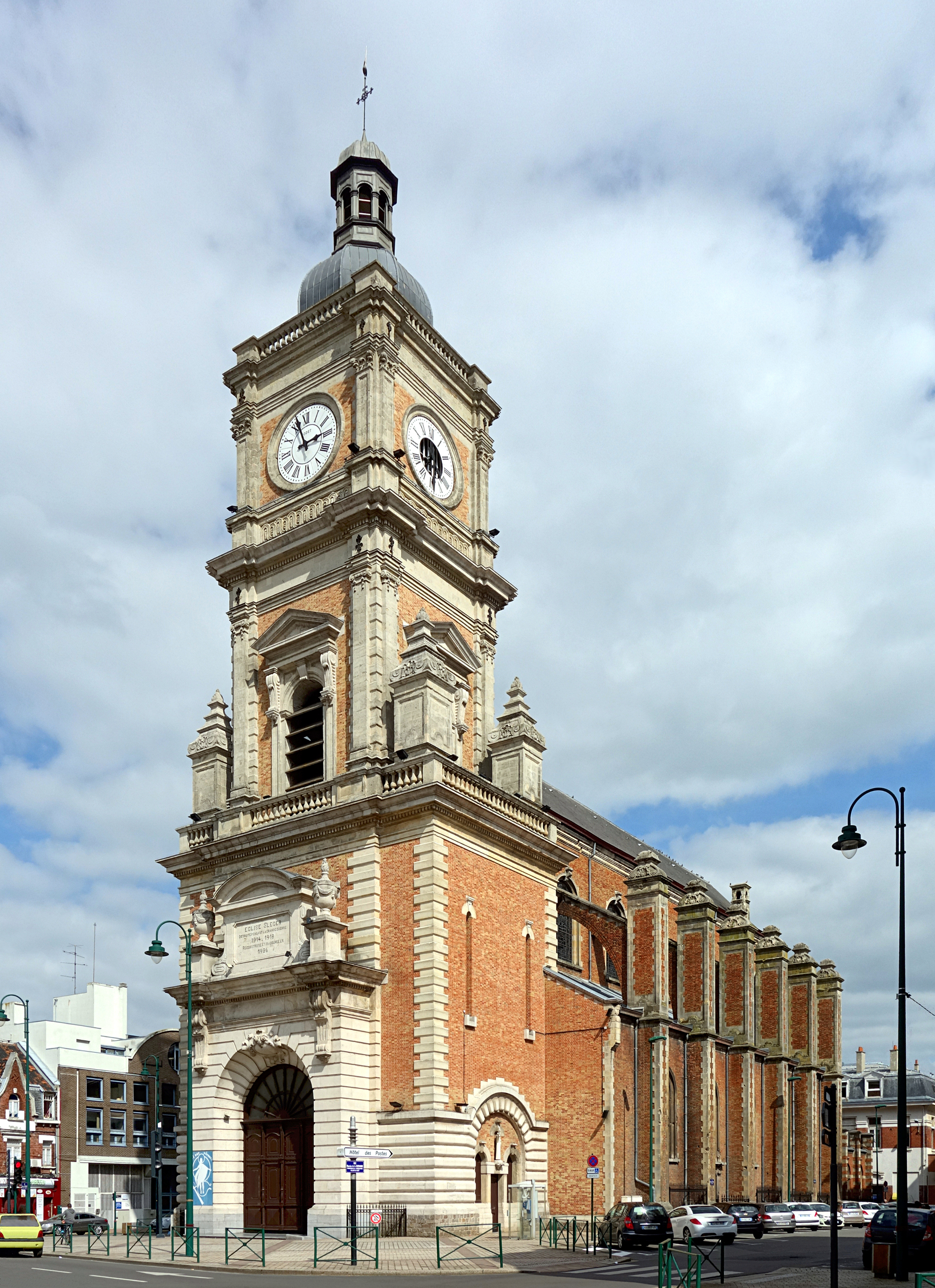
Igreja Saint-Léger de Lens

A igreja Saint-Léger de Lens, é uma igreja localizada em Lens, no Pas-de-Calais.

## História
A igreja atual é o terceiro edifício erguido neste local. A primeira igreja de Saint-Léger foi construída durante a primeira metade do século X, provavelmente a cargo de Eustácio I, Conde de Boulogne. Danificado durante a Guerra dos Trinta Anos, um pátio de reparos foi lançado no final do Século XVII, o que levou ao seu colapso.
Em maio de 1776, a primeira pedra de uma nova igreja Saint-Léger é colocada no mesmo local. Construída no estilo jesuíta pelos irmãos Leclercq de Aire-sur-la-Lys, foi inaugurada em 18 de janeiro de 1780. Em 1793, a igreja foi convertida em um Templo da Razão. Em 1794, foi transformada em uma fábrica de pós e depois em uma loja de forragens. Não foi restaurada para o culto até 1803. Desde outubro de 1914, Lens foi ocupada por exércitos alemães que requisitaram a igreja para seu uso exclusivo. Desde 1915, é danificado por bombardeios. É completamente destruído durante um bombardeio em 19 de janeiro de 1916.
O conselho da cidade decidiu reconstruir a igreja durante uma deliberação em 17 de junho de 1921. O projeto foi lançado em 9 de junho de 1923 e a primeira pedra foi lançada em 8 de junho de 1924. Em 24 de maio de 1926, Eugène Julien, Bispo de Arras, inaugura. O púlpito foi inaugurado em 1928 e os grandes órgãos concluídos em abril de 1930.
Em 1940, Lens foi novamente ocupada e a igreja foi danificada por um torpedo em 23 de maio de 1940. Foi novamente tocada em 11 de agosto de 1944, mas sua estrutura não foi destruída.
Posteriormente, a cúpula foi completamente refeita em 1981 e o prédio foi completamente reformado em 1996. Desde 2003, a igreja Saint-Léger - que serve o centro da cidade - faz parte da assembléia paroquial de Saint-François- de Assis de Lens; A missa de domingo é celebrada todos os domingos às 10h45.

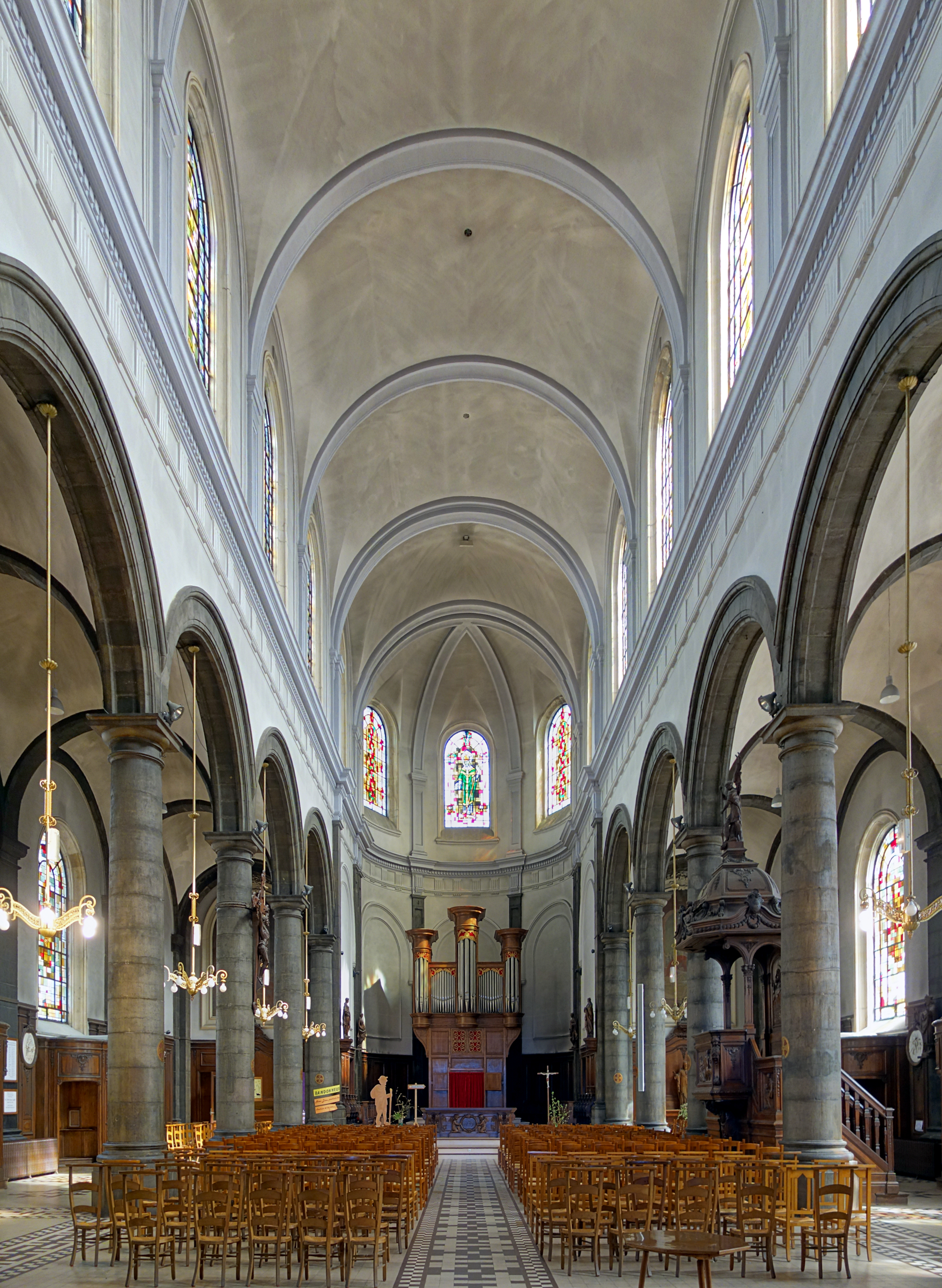

## Arquitetura
Reconstruída em um estilo muito próximo à igreja destruída durante a guerra, a estrutura da igreja atual não está mais em pedras, mas em concreto armado.
Consiste em uma nave e corredores de cinco vãos com contrafortes, um semicírculo à beira do leito, uma torre sineira anexada à frente da fachada. O nártex é perfurado por um portão principal e duas entradas laterais. O coro, abobadado no final do forno, é iluminado por três vitrais, o central dos quais representa são Leodegário. O azulejo da nave desenha cruzes de Jerusalém. Nave e corredores, berço abobadado, são separados por colunas que sustentam arcos semicirculares.

## Mobiliário
Apenas vestígio da igreja destruída, uma estátua da Virgem Maria do século XVII, encontrada nos escombros, está localizada na capela dos mortos da Grande Guerra.
O órgão, do tipo clássico francês, é colocado no coro. Foi fabricado por Michel Garnier de Lumbres e inaugurado em 1988.